# استودیو (مجموعه تلویزیونی)
استودیو (به انگلیسی: The Studio)، یک مجموعه تلویزیونی آمریکایی در ژانر کمدی سیاه است که توسط ست روگن و اوان گلدبرگ خلق شده است. کاترین اوهارا، آیک بارینهولتز و کاترین هان دیگر بازیگران اصلی سریال هستند و افرادی همچون ربکا هال، پل دینو، مارتین اسکورسیزی، استیو بوشمی، گرتا لی، آنتونی مکی، شارلیز ترون و ران هاوارد به عنوان بازیگران مهمان در نسخه‌های خیالی از شخصیت‌های واقعی خود به ایفای نقش پرداخته‌اند. داستان این سریال دربارهٔ مردی به نام متیو رمیک است که سال‌ها است به عنوان مدیر اجرایی تولید در یکی از استودیوهای هالیوودی کار می‌کند. پس از بازنشسته شدن مدیر قبلی استودیو، متیو توسط رئیس استودیو به عنوان مدیر جدید انتخاب شده و این فرصت را پیدا می‌کند تا همان‌طور که همیشه می‌خواسته، فیلم‌های فاخر با کارگردانان بزرگ تولید کند اما فشارهای بی‌امان رئیس استودیو و دیگر همکارانش مبنی بر ساخت فیلم‌های گیشه‌ای، او را درگیر چالش‌های عجیب می‌کند.
استودیو از تاریخ ۲۶ مارس ۲۰۲۵ توسط اپل تی‌وی پلاس منتشر شد. سریال با استقبال بسیار بالا و واکنش‌های مثبت منتقدان همراه شد که موقعیت‌های طنز، ضرباهنگ بالا، عملکرد روگن و بازیگران و فیلم‌برداری کار را تحسین کردند. در ماه مه ۲۰۲۵، سریال رسما برای فصل دوم تمدید شد.